# Aegomorphus maccartyi
Aegomorphus maccartyi es una especie de escarabajo longicornio del género Aegomorphus,  subfamilia Lamiinae. Fue descrita científicamente por Chemsak & Hovore en 2002.
Se distribuye por México. Mide 14-17 milímetros de longitud.